# Aleutihenricia federi
Aleutihenricia federi är en sjöstjärneart som beskrevs av Clark och Jewett 20. Aleutihenricia federi ingår i släktet Aleutihenricia och familjen krullsjöstjärnor. Inga underarter finns listade i Catalogue of Life.